# Vampire Master Dark Crimson
Vampire Master Dark Crimson (Vampire Master ダーククリムゾン Vanpaiya Masutā Dāku Kurimuzon?) es un manga para adultos hecho por Satoshi Urushihara que fue serializada en la revista Magazine Z publicada por Kodansha. Su estreno original fue el 13 de noviembre de 2000.

## Sinopsis
La historia se desarrolla desde antes del amanecer de los tiempos, ya que las personas (identificadas como Carmesís) han estado bajo el control de un enemigo mortal (identificado como clientes), que se consideran a sí mismos dioses. A finales del siglo XX, los Carmesís todavía siguen bajo el dominio de los Clientes, seres poderosos que sobreviven al hacer ofrendas de sacrificio de los seres humanos vivos. 
El protagonista es Shion, un niño que es medio-Cliente y medio Carmesí, es decir, un vampiro. Él ha elegido luchar sin cesar contra los clientes. Él es ayudado por su compañera, Lluvia, una chica humana que actúa no sólo como su aliada, sino también como su fuente de alimento y además su amante. Durante una misión, Shion conoce a Helen, una joven niña cuya familia fue víctima de los Clientes. Él hace un juramento de sangre y toma a Helen como una de sus seguidores.

## Personajes
- Shion: nació en el mundo hogar de los clientes, pero su madre humana escapó con él a través de un portal creado por el padre de Shion. Más tarde su madre fue asesinada por los Clientes. Como un vampiro, Shion no puede sostenerse a sí mismo con la comida normal, pero en su lugar tiene que beber la sangre de otros. Shion tiene un par de alas negras que él guarda plegadas en la espalda hasta que las necesite. También puede convertir sus uñas en garras, y sus ojos a veces se vuelven como los de un gato. Mientras Shion es medio-Client en su naturaleza biológica, sus acciones constantemente lo desafían. Los Clientes ven a los humanos como ganado y no tienen reparos con violarlos. Shion, por el contrario, se dedica únicamente a la protección de los seres humanos y verdaderamente ama a Lluvia y a Helen, sólo bebiendo su sangre cuando la necesita y dándoles afecto verdadero cuando hace el amor con ellas.

- Lluvia: es la primera compañera de Shion desde la infancia, y también su arma. Lluvia puede transformarse en una armadura con habilidades especiales para ayudar a Shion en la batalla. A pesar de ser varios años mayor que Shion, Rain está profundamente enamorada de él y rápidamente se pone celosa cuando Shion cumple o tiene que ayudar a otras mujeres, a pesar de que en última instancia, va de la mano con sus decisiones. También le gusta ir de compras.

- Helen: se quedó huérfana por culpa de los Clientes y fue criada por un ministro de la iglesia. Ella conoció a Shion y Lluvia por accidente cuando la pareja estaba buscando hospitalidad. Ella se enamoró de Shion, pero era demasiado tímida para actuar sobre sus sentimientos. Más tarde, los clientes obtuvieron el control de ella y la utilizan para tratar de matar a Shion. Helen hirió a Shion, pero recupera sus sentidos y le ofrece a Shion su sangre. Ahora ella es la compañera de Shion junto a Lluvia.

Al igual que Lluvia, Helen se puede convertir en una armadura de Shion, pero aún no tiene tantas habilidades como las de Lluvia. Helen también tiene el poder de detectar a los Clientes y sus secuaces, y tiene una excepcionalmente bella voz de cantante.

## Publicación
El manga es publicado en francés por Pika Edition, en español por Selecta Visión, en alemán y en italiano por Panini Comics.
En 2002, el Departamento Federal de Alemania de Medios Peligrosos para menores clasifica la historia como "peligrosa" debido a las escenas de violencia y sexo en el manga. Una edición censurada se vende con el nombre de "Vampiro Maestro", que se restringida al público de 16 años o más, y una edición sin censura para mayores de 18 se vende como "Carmesí Oscuro".

### Lista de capítulos
1. El ángel de la muerte roja.
2. Muerte en la ciudad poseída.
3. El banquete de los dioses de la oscuridad.
4. Invitación de la Oscuridad.
5. El rasguño del colmillo azul.
6. El ala de caballero negro.
7. La mansión de los sacrificios.
8. Acuerdo de sangre.
9. Hacia la tierra prometida.

## Recepción
Manga-Noticias considera que la historia era "secundario" para el arte en la manga, ya que nos encontramos aquí los dibujos de Satoshi Urushihara, con una impresión excelente, traducción correcta, y el editor ofrece además cuatro páginas a color; pero conociendo a Urushihara, ya se sabe qué esperar: las niñas a menudo muy desnudas, todo salpicado con algunas escenas eróticas. Carmesí Oscuro no es una excepción, sino todo lo contrario. Pero, afortunadamente, el resto de los dibujos con diseño general y decoraciones raras tienen éxito.
Los dibujos siempre son hermosos, las relaciones están bien, y los personajes son impecables; aunque es lo único que salvaba ese título, ya que el escenario podría haber sido más interesante (a pesar de que ya se ha visto) si no se arruinaba por la aparición de todo el fanservice en el segundo volumen. Un título que parece decepcionante, donde "no vale la pena gastar el dinero", y mejor elige ampliamente las intensas historias de amor publicadas por la misma editorial. También se podría acusar a la historia por no ser muy original y sobre todo de tener una excusa para darnos escenas eróticas, porque final, no hay nada que aprender de este libro, salvo que Shion comienza a tener un harem a su alrededor, dándole las mujeres no tienen personalidad y prácticamente son un "instrumento" de placer para nuestro héroe (como lo dicen ellas mismas).